# José da Silva Costa
José da Silva Costa (Cesar, 14 de março de 1951 - Porto, 28 de outubro de 2022) foi um economista português, Professor Catedrático da Faculdade de Economia da Universidade do Porto, com funções de decano. Licenciou-se em Economia pela Faculdade de Economia da Universidade do Porto (FEP) em 1974 e fez doutoramento em Economia pela Universidade da Carolina do Sul nos Estados Unidos em 1984.
Desde 1974 que exerceu funções de docência na FEP, tendo sido um professor catedrático da instituição desde 1997 e o seu decano desde 2010. Desempenhou diferentes cargos de gestão académica na FEP, entre eles se destacam o de diretor entre 1998 e 2010. Até à data da sua morte, foi vice-presidente do Conselho de Representantes da FEP e presidente do Conselho Geral da Associação dos Antigos Alunos da FEP.
Desempenhou as funções de presidente da Associação Portuguesa de Desenvolvimento Regional e Presidente da Mesa da Assembleia Geral da Secção Regional Norte da Ordem dos Economistas.
Tem um número significativo de artigos publicados em revistas da especialidade a nível internacional e a nível nacional. Participou igualmente com estudos em livros editados em Portugal, Espanha, França e Itália. Tem uma vasta experiência de elaboração de estudos técnicos e participação em comissões especializadas, de que se destaca a presidência da Comissão de Revisão da Lei das Finanças Regionais (2007) e a participação na Comissão do Livro Branco para o Sector Empresarial Local (2011).
Em 2012 recebeu o Prémio Bartolomeu Perestrelo atribuído pela Associação Portuguesa de Desenvolvimento Regional pelo seu contributo como professor na área científica da Economia Regional e Urbana.